# Multinational Division North East
Die Multinational Division North East (MND - NE) ist eine multinationale Division der NATO für die Region Litauen und Polen und hat ihr Hauptquartier im polnischen Elbląg/Elbing.

## Geschichte
Die Geschichte der Multinational Division Nordost begann 2016 auf dem NATO-Gipfel in Warschau zusammen mit den vier ursprünglichen NATO-Battlegroups an der Nordostflanke des Bündnisses.
Das Hauptquartier der Division wurde seinerzeit zur Führung der seinerzeitigen vier eFP Battle Groups in Estland, Lettland, Litauen und Polen im Artikel 5 des NATO-Vertrags in Elbing eingerichtet. Seine Aufstellung begann im April 2017 zunächst an seinem provisorischen Standort in der Kaserne der polnischen Landstreitkräfte am östlichen Stadtrand Elbings.
Drei Monate später konnten in einer Zeremonie am 28. Juni 2017 die Flaggen der truppenstellenden Mitgliedsländer offiziell gehisst werden und zwei Tage später wurde eine anfängliche Einsatzbereitschaft erklärt.
Weitere fünf Monate später wurde offiziell am 6. Dezember 2017 die Rund-um-die-Uhr Einsatzbereitschaft erreicht.
Das Hauptquartier verlegte am 1. Februar 2019 an seinen endgültigen Standort in einer kleinen Kasernenanlage in der Podchorążych Straße.
Im Jahre 2020 wurden der Division je eine litauische und polnische Brigade unterstellt. Die NATO Multinational Battlegroup Lithuania und die EFP-Battlegroup Poland wurden in Folge den Brigaden dieser Länder unterstellt.
Den Nachweis, dass das Hauptquartier vollumfänglich einsatzbereit für Aufgaben im Rahmen der Bündnisverteidigung ist, konnte dem übergeordneten Korps im März 2024 erbracht werden.

## Aufgaben
Die Aufgabe des Hauptquartiers der Multinationalen Division Nordost ist die Koordination der Aktivitäten der NATO-Battlegroups in Litauen und Polen. Die Aufgaben umfassen die Koordination von Übungen und die Verbesserung des Situationsbewusstseins in der Region. Darüber hinaus ist eine wesentliche Aufgabe des Hauptquartiers kollektive Bündnisverteidigung (BV) gemäß Artikel 5 des NATO-Vertrags.

## Organisation
Nach seiner Aufstellung bestand die Division zunächst nur aus dem Stab mit seinem Hauptquartier in Elbing. Neben einem polnischen Kommandeur sind die beiden weiteren oberen Leitungsposten ein tschechischer Stellvertreter sowie ein litauischer Chef des Stabes.
Divisionstruppen
- Command Support Regiment, ein polnisches Führungsunterstützungsregiment, seit 2018[3]

Dauerhaft unterstellte Großverbände
- 15. polnische Mechanisierte Brigade "Giżycko" (15 Brygada Zmechanizowana), seit 2020[4]
- litauische Infanteriebrigade „Eiserner Wolf“ (Mechanizuotoji Pėstininkų Brigada "Geležinis Vilkas"), seit 2020

Truppendienstlich sind die nationalen Verbände bzw. Angehörige der multinationalen Anteile ihren jeweiligen nationalen Streitkräften unterstellt.

## Kommandeure
| Nr. | Name                             | Kommandeur von   | Kommandeur bis   |
| --- | -------------------------------- | ---------------- | ---------------- |
| 3.  | Brigadegeneral Jarosław Górowski | 9. August 2024   |                  |
| 2.  | Generalmajor Zenon Brzuszko      | 28. Oktober 2021 | 9. August 2024   |
| 1.  | Generalmajor Krzysztof Motacki   | 25. April 2017   | 28. Oktober 2021 |